# Black Hole Sun
Black Hole Sun – psychodeliczna ballada rockowa amerykańskiej grupy Soundgarden. Jest to siódmy utwór z wydanego 8 marca 1994 roku albumu Superunknown, którego producentem był Michael Beinhorn. Utwór został wydany w 1994 jako trzeci singel promujący album. Autorem tekstu i muzyki jest frontman zespołu, Chris Cornell. Black Hole Sun został wydany w 1994 roku jako trzeci singel z albumu Superunknown. Piosenka od razu po wydaniu, stała się światowym hitem i spędziła łącznie 7 tygodni bez przerwy, na 1. miejscu listy Billboard Mainstream Rock Tracks. Do utworu nakręcono surrealistyczny teledysk. Black Hole Sun został wydany na albumie kompilacyjnym Soundgarden pod tytułem A-Sides w 1997. Utwór przywołuje na myśl skojarzenia z dokonaniami The Beatles. W 1995 piosenka została nominowana do nagrody Grammy za „Best Hard Rock Performance”.

## Nagranie
Autorem tekstu i muzyki jest Chris Cornell. Frontman w jednym z wywiadów stwierdził, iż napisał linie melodyczną w zaledwie 15 minut. Ponadto, muzyk użył gitar firmy Gretsch. Utwór wskazuje inspiracje Beatlesami, później członkowie zespołu stwierdzili iż w dniu nagrania sporo słuchali właśnie tego zespołu.

## Wydanie i odbiór
„Black Hole Sun” został wydany w lecie 1994 roku, jako trzeci singel promujący czwarty studyjny album zespołu „Superunknown” i z miejsca stał się jednym z najbardziej popularnych utworów w radiu i telewizji, a także swego rodzaju wizytówką Soundgarden, który był rozpoznawalny dzięki temu utworowi w każdym zakątku świata. Piosenka pojawiła się na Billboard Hot 100 Airplay osiągając Top 30. W następnym tygodniu zadebiutowała na Top 40 Mainstream, gdzie uplasowała na pozycji dziewiątej. Piosenka zadebiutowała na pierwszym miejscu na Billboard Mainstream Rock Tracks i miejscu drugim na liście Billboard Modern Rock Tracks. Piosenka spędziła łącznie ponad siedem tygodni na liście Mainstream Rock. W 1995 roku podczas ceremonii Grammy Awards, „Black Hole Sun” otrzymał nagrodę za Best Hard Rock Performance i nominację do Best Rock Song.
Poza Stanami Zjednoczonymi, singiel został wydany w Australii, Francji, Niemczech i Wielkiej Brytanii. W Kanadzie, piosenka dotarła do pierwszej dziesiątki na kanadyjskiej liście przebojów. Pozostała w pierwszej dziesiątce przez trzy tygodnie i stała się największą wizytówką zespołu w Kanadzie. „Black Hole Sun” dotarł do UK Top 20. Piosenka zespołu pozostaje najwyżej notowanym utworem zespołu w Wielkiej Brytanii do tej pory. „Black Hole Sun” zadebiutował na dziesiątym miejscu w Australii, po czym dosyć szybko opuścił listę przebojów, jednak koncert zespołu i wizyty w Australii pozwoliły na nowo przekonać Australijczyków do sięgnięcia po „Black Hole Sun”, jak i album „Superunknown”. „Black Hole Sun” zajął szóste miejsce na Australian Singles Chart. „Black Hole Sun” dotarł do top 30 w Niemczech, Holandii i Nowej Zelandii. Piosenka za to odniosła umiarkowany sukces top 20 w Szwecji. Do dziś, singiel sprzedał się w ponad trzech milionach kopii.

## Teledysk
Surrealistyczny teledysk wyreżyserowany przez Howarda Greenhalgha został wydany w czerwcu 1994 roku. W tym teledysku, zespół występuje na stromej górze, na polu uprawnym, z widokiem na miasto. W końcu, ludzie, jak i cale miasto zostają pochłonięci przez czarną dziurę. W jednym z wywiadów, Kim Thayil przyznał iż „jest to jeden z niewielu teledysków, z których w pełni jest zadowolony”.
Teledysk do „Black Hole Sun” stał się hitem w MTV i otrzymał nagrodę w kategorii Best Metal / Hard Rock Video w 1994 na MTV Video Music Awards.

## Lista utworów
Autorem wszystkich piosenek jest Chris Cornell, chyba że napisano inaczej.
Promotional CD (USA)
1. „Black Hole Sun” – 5:18
2. „Black Hole Sun” (edit) – 4:31

CD (Europa/Niemcy)
1. „Black Hole Sun” – 5:18
2. „Like Suicide” (wersja akustyczna) – 6:11
3. „Kickstand” (live) (Cornell, Kim Thayil) – 1:58

CD (Europa)
1. „Black Hole Sun” – 5:18
2. „Jesus Christ Pose” (live) (Matt Cameron, Cornell, Ben Shepherd, Thayil) – 7:19
3. „My Wave” (live) (Cornell, Thayil) – 4:34
  - Zarejestrowany 20 sierpnia 1993 w Jones Beach Amphitheater w Wantagh, stan Nowy Jork.
4. „Spoonman” (Steve Fisk remix) – 6:55

Box Set (Wielka Brytania)
1. „Black Hole Sun” – 5:18
2. „Beyond the Wheel” (live) – 5:56
3. „Fell on Black Days” (live) – 4:45
4. „Birth Ritual” (demo) (Cornell, Cameron, Thayil) – 5:50

CD (Australia/Niemcy)
1. „Black Hole Sun” – 5:18
2. „Jesus Christ Pose” (live) (Cameron, Cornell, Shepherd, Thayil) – 7:19
3. „Beyond the Wheel” (live) – 5:54

Promocyjne wydanie CD (USA)
1. „Black Hole Sun” – 5:18
2. „Beyond the Wheel” (live) – 5:53
3. „Spoonman” (Steve Fisk remix) – 6:55

Winyl 7" i kaseta audio (Wielka Brytania)
1. „Black Hole Sun” – 5:18
2. „My Wave” (live) (Cornell, Thayil) – 4:34
3. „Beyond the Wheel” (live) – 5:54

Promocyjne wydanie winyla 12" (Francja)
1. „Black Hole Sun” – 5:18

Winyl Jukebox 7" (USA)
1. „Black Hole Sun” – 5:18
2. „Spoonman” – 4:06

## Notowania
| Zestawienie (1994)           | Pozycja |
| ---------------------------- | ------- |
| Canadian Top Singles Chart   | 5       |
| Australian Singles Chart     | 6       |
| Irish Singles Chart          | 7       |
| French Singles Chart         | 10      |
| UK Singles Chart             | 12      |
| Swedish Singles Chart        | 1       |
| New Zealand Singles Chart    | 22      |
| US Billboard Hot 100 Airplay | 24      |
| US Mainstream Rock Tracks    | 1       |
| US Modern Rock Tracks        | 2       |
| US Top 40 Mainstream         | 9       |
| Dutch Singles Chart          | 25      |
| German Singles Chart         | 26      |

## Twórcy
- Chris Cornell – wokal, gitara rytmiczna
- Kim Thayil – gitara prowadząca
- Ben Shepherd – gitara basowa
- Matt Cameron – perkusja, chórki